# We Come In Peace Tour & Documentary
『We Come In Peace Tour & Documentary』（ウィー カム イン ピース ツアー アンド ドキュメンタリー）は、［Alexandros］の通算5作目のライブ映像作品。Blu-rayとDVDの2種類の規格で、2017年7月26日にユニバーサルミュージックから発売された。

## 解説
- 映像作品としては、前作『[Alexandros] live at Makuhari Messe "大変美味しゅうございました"』から約1年4か月ぶりのリリースとなる。2016年11月16日から2017年4月23日に行った自身最大規模のツアー『Tour 2016〜2017 〜We Come In Peace〜』のファイナルとなった4月23日の幕張メッセ公演の模様や、同ツアーのドキュメント映像、さらにはメンバーによる副音声も収録される。
- 初回限定盤には、同ツアーの2016年11月16日に行われた横浜アリーナ公演から5曲、2017年2月12日に行われた岡山CRAZYMAMA KINGDOM公演から8曲が収録され、スリーブケース仕様となる。

## 収録曲
1. ムーンソング
2. Burger Queen
3. For Freedom
4. Kaiju
5. Claw
6. Girl A
7. Kick & Spin
8. O2
9. Aoyama
10. Feel like
11. The & tokyo2pm36floor
12. Buzz Off!
13. Stimulator
14. 言え
15. Waitress, Waitress!
16. クソッタレな貴様らへ
17. 今まで君が泣いた分取り戻そう
18. Swan
19. Run Away
20. Starrrrrrr
21. NEW WALL
22. Adventure
23. ワタリドリ(acoustic)
24. SNOW SOUND
25. かえりみち
26. Dracula La
27. Kaiju(acoustic)
28. You're So Sweet & I Love You
29. city

### 初回限定盤映像
前述のように、2016年11月の横浜公演・2017年2月の岡山公演より以下の13曲の映像が収録される。
 
- -Tour 2016〜2017 〜We Come In Peace〜- 2016.11.16 at Yokohama Arena

1. ムーンソング
2. Kaiju
3. Kick & Spin
4. Forever Young
5. Don't Fuck With Yoohei Kawakami

- -Tour 2016〜2017 〜We Come In Peace〜- 2016.11.16 at Okayama CRAZYMAMA KINGDOM

1. She's Very
2. Kaiju
3. Claw
4. Girl A
5. Kick & Spin
6. Waitress, Waitress!
7. Cat 2
8. city